# Twerski Państwowy Uniwersytet Techniczny
Twerski Państwowy Uniwersytet Techniczny (ros. Тверской государственный технический университет), wcześniej Twerski Instytut Politechniczny – rosyjska uczelnia techniczna w mieście Twer.